# Trest smrti v Čadu
Trest smrti v Čadu byl za všechny zločiny zrušen dne 28. dubna 2020 po jednomyslném hlasování Národního shromáždění Čadu. Před jeho zrušením existoval v Čadu jediný hrdelní zločin, a to trestné činy související s terorismem, neboť nový trestní zákoník, který byl přijat v roce 2014 a jenž vešel v platnost v roce 2017, zrušil trest smrti ve všech ostatních případech.

## Vývoj od roku 2000

### Rok 2003
Před rokem 2015 byly poslední popravy v Čadu vykonány dne 6. listopadu 2003, kdy byli na vojenské střelnici zastřeleni čtyři muži, Mahamat Adam Issa, Moubarak Bakhit Abderahmane, Adouma Ali Ahmat a Abdreahamane Hamid Haroun za vraždu súdánského obchodníka a šéfa ropné společnosti šejka Ibn Oumara Idrisse Youssoufa. Popravy se konaly v N'Djameně za přítomnosti ministra spravedlnosti a nejvyššího žalobce a také čadských novinářů, kteří popravy fotografovali a fotografie byly zveřejněny v místních novinách. Ve stejný den byli na jiném místě v N'Djameně zastřeleni tři další muži za zločiny nesouvisející s touto vraždou. Další muž byl popraven v Abéché. Tyto popravy se konaly poprvé od roku 1991, kdy bylo při veřejné popravě na náměstí zabito čtrnáct lidí.
Čadská vláda označila Youssoufovu vraždu (případ přezdívaný jako aféra Adouma) za "ohavný a zvláště spektakulární zločin spáchaný zločinci uprostřed města", čímž ospravedlňovala trest smrti jako nezbytnou "silovou reakci, aby získala zpět důvěru zahraničních investorů".
Popravy byly kritizovány Čadskou ligou pro lidská práva, která poukázala na to, že muži odsouzení za vraždu súdánského podnikatele byli odsouzeni dne 25. října 2003 k trestu smrti po třídenním procesu a neměli právo se proti trestu smrti odvolat. Dne 30. října 2003 aktivisté za lidská práva spolu s právníky odsouzených mužů zaslali žádost čadskému prezidentovi Idrissovi Débymu, který jejich žádost ignoroval a umožnil, aby byly popravy vykonány. Tři dny po několikanásobné popravě, byl popraven další muž.

### 2004 až 2015
V srpnu 2004 bylo v Čadu odsouzeno k trestu smrti devatenáct lidí. Avšak po aféře Adouma, čadská vláda tvrdila, že všechny rozsudky smrti změnila na trest odnětí svobody na doživotí a zavedla tak neformální moratorium na trest smrti, které trvalo do roku 2015. Přes moratorium bylo v daném období vyneseno několik rozsudků smrti. Například v srpnu 2008 byl bývalý čadský prezident Hissène Habré a jedenáct "opozičních vůdců" odsouzenin za "zločiny proti ústavě Čadu, proti pořádku, územní celistvosti a bezpečnosti" a odsouzeni byli k trestu smrti v nepřítomnosti. Habré v té době žil v Senegalu a čadská vláda se pokoušela o jeho vydání do vlasti. V červenci 2011 byl Guidaoussou Tordinan odsouzen k trestu smrti za vraždu své manželky a za zranění tchyně.

### Rok 2015
V červenci 2015 přijaly čadské úřady několik protiteroristických opatření, která měla za následek obnovení trestu smrti. Opatření byla přijata ve snaze řešit záplavu sebevražedných útoků a bombových útoků, včetně několika útoků, ke kterým došlo v červnu a červenci 2015 v N'Djameně. Dne 28. srpna 2015 bylo deset členů Boko Haram odsouzeno k trestu smrti za různé zločiny spáchané v červnu a červenci 2015, včetně vražd a použití výbušnin. Druhý den ráno, přibližně v 11:00, byli zastřeleni popravčí četou. Jedním z popravených byl i Bahna Fanaye jehož čadští úředníci označili za vůdce Boko Haram. Obnovení trestu smrti a vykonané popravy vyvolaly odsouzení od zvláštního zpravodaje OSN, který je označil za mimosoudní či svévolné popravy, kritizoval čadskou vládu a obvinil ji, že během soudních procesů byly porušovány mezinárodní zákony o lidských právech.